# Altındağ
Altındağ é um distrito e uma cidade da Província de Ancara, situada na Região da Anatólia Central no oeste da Turquia. O distrito possui uma população de 407 101 habitantes.

## Ligações Externas
- Site Estatal do Distrito (em turco)
- Site Oficial do Governo do Distrito (em turco)
- Site Oficial da Municipalidade Distrital (em turco)